# Notiomaso striatus
Notiomaso striatus is een spinnensoort in de taxonomische indeling van de hangmatspinnen (Linyphiidae).
Het dier behoort tot het geslacht Notiomaso. De wetenschappelijke naam van de soort werd voor het eerst geldig gepubliceerd in 1983 door Usher.